# Plagiogeneion geminatum
Plagiogeneion geminatum är en fiskart som beskrevs av Parin, 1991. Plagiogeneion geminatum ingår i släktet Plagiogeneion och familjen Emmelichthyidae. Inga underarter finns listade i Catalogue of Life.